# Banca Privata Finanziaria
La Banca Privata Finanziaria era una banca con sede a Milano, fondata nel secondo dopoguerra italiano da un agente di cambio milanese.

## Storia
Piccolo istituto con un solo sportello, nel 1960 la sua quota di maggioranza fu acquistata da Michele Sindona tramite la finanziaria con sede in Liechtenstein Fasco AG; soci di minoranza della Banca Privata Finanziaria furono inizialmente lo IOR, successivamente il gruppo bancario inglese Hambro e la banca statunitense Continental Illinois Bank. La Privata Finanziaria operava attraverso due soli sportelli, a Milano e a Roma.
A partire dal 1973 le banche e le altre aziende del gruppo Sindona andarono incontro ad una profonda crisi che fece accelerare il ritiro dei depositi dalle banche stesse. Il controllo della Banca Privata Italiana (nata nel frattempo dalla fusione tra la Banca Privata Finanziaria e la Banca Unione) passò di fatto al Banco di Roma, suo maggior creditore; di fronte però ai rilievi effettuati dalla Banca d'Italia su irregolarità contabili riscontrate nella gestione delle banche di Sindona e al rifiuto delle altre banche di interesse nazionale di intervenire nella gestione della banca, la Banca Privata Italiana fu ammessa alla procedura di liquidazione coatta amministrativa il 27 settembre 1974 e Giorgio Ambrosoli nominato suo commissario liquidatore; pochi giorni dopo la magistratura milanese emise il primo mandato di cattura per Michele Sindona.

## Vicende giudiziarie

### Processo per la bancarotta della Banca Privata Italiana

#### Sentenza di primo grado
La sentenza di primo grado venne emessa il 13 luglio 1984 con le seguenti condanne, ridotte rispetto alle richieste della pubblica accusa (rappresentata dal PM Guido Viola):
- Carlo Bordoni (ex ammin. delegato di Banca Unione e factotum di Sindona): 12 anni
- Pietro Alessandro Magnoni (genero di Sindona e suo principale factotum): 8 anni e 6 mesi
- Matteo Maciocco (membro collegio sindacale di Banca Unione e B.P.F.): 8 anni
- Gian Luigi Clerici di Cavenago (responsabile settore esteri della B.P.F.): 8 anni
- Ugo De Luca (direttore generale di Banca Unione): 7 anni
- Vittorio Ghezzi (membro collegio sindacale di Banca Unione e B.P.F.): 7 anni
- Luigi Mennini (dirigente dello I.O.R. e consigliere d'amministrazione della B.P.F.): 7 anni
- Mario Olivero: 7 anni
- Giorgio Pavesi (impiegato servizio esteri della B.P.F.): 6 anni
- Pietro Paolo Olivieri: 6 anni
- Massimo Spada (ex dirigente dello I.O.R. e consigliere d'amministrazione della B.P.F.): 5 anni
- Franco Manuelli: 5 anni
- Arnaldo Marcantonio: 5 anni
- Raffaele Bonacossa: 5 anni
- Ariberto Mignoli: 4 anni
- Italo Bissoni (impiegato servizio esteri della B.P.F.): 4 anni
- Franco Giampietro: 4 anni
- Pietro Macchiarella (vicepresidente e membro del comitato esecutivo della B.P.F.): 3 anni
- Pietro Marenda: 3 anni
- Mario Vagina: 3 anni
- Giuliano Magnoni (consuocero di Sindona e suo factotum): 2 anni e 8 mesi
- Gabriele Balestracci: 2 anni
- Giancarlo Pirotta: reato prescritto
- Alfonso Gelardi: assolto per non aver commesso il fatto
- Alfred Miossi: assolto per insufficienza di prove.

Gran parte delle pene furono condonate o amnistiate e gli imputati furono inoltre condannati a pagare subito a titolo di risarcimento danni una provvisionale di due miliardi di lire ai liquidatori della Banca Privata Italiana e ai piccoli azionisti costituitisi parte civile. 
Il 16 marzo 1985, venne emessa la sentenza riguardante la posizione dell'imputato principale, Michele Sindona, che venne condannato a 12 anni di carcere per il reato di bancarotta fraudolenta; il risarcimento dei danni sarebbe stato stabilito in sede civile: Sindona fu condannato a pagare subito una provvisionale di due miliardi di lire ai liquidatori della Banca Privata e ai piccoli azionisti costituitisi parte civile.

#### Sentenza d'appello
La sentenza d'appello per la bancarotta della Banca  Privata Italiana venne emessa il 28 marzo 1989, con le seguenti condanne, dimezzate rispetto al primo grado ed in gran parte condonate:
- Carlo Bordoni: 8 anni
- Pietro Alessandro Magnoni: 4 anni e due mesi
- Matteo Maciocco: 4 anni e 4 mesi
- Italo Bissoni: 3 anni e mezzo
- Raffaele Bonacossa: 3 anni e mezzo
- Gianluigi Clerici di Cavenago: 4 anni
- Ugo De Luca: 4 anni
- Vittorio Ghezzi: 4 anni
- Giuliano Magnoni: 2 anni e 8 mesi
- Franco Manuelli: 3 anni
- Arnaldo Marcantonio: 3 anni e mezzo
- Luigi Mennini: 4 anni
- Mario Oliviero: 4 anni
- Giorgio Pavesi: 3 anni e 8 mesi
- Massimo Spada: 4 anni
- Pietro Macchiarelli: 3 anni
- Pietro Merenda: 3 anni
- Mario Vagina: 3 anni
- Gabriele Balestrucci: assolto per insufficienza di prove
- Ariberto Mignoli: assolto per insufficienza di prove